# Verkligen
Verkligen è il secondo album discografico del gruppo musicale rock svedese Kent, pubblicato nel 1996.

## Tracce
1. Avtryck – 3:11
2. Kräm (Så Nära Får Ingen Gå) – 2:42
3. Gravitation – 3:44
4. Istället För Ljud – 4:22
5. 10 minuter (För Mig Själv) – 3:10
6. En Timme En Minut – 8:08
7. Indianer – 3:47
8. Halka – 3:03
9. Thinner – 3:59
10. Vi Kan Väl Vänta Tills Imorgon – 6:55

## Formazione
- Joakim Berg – voce, chitarra
- Martin Sköld – basso
- Sami Sirviö – chitarra
- Markus Mustonen – batteria